# 27977 Distratis
27977 Distratis è un asteroide della fascia principale. Scoperto nel 1997, presenta un'orbita caratterizzata da un semiasse maggiore pari a 2,5509117 UA e da un'eccentricità di 0,2219732, inclinata di 13,50212° rispetto all'eclittica.
È dedicato al direttore dell'Osservatorio Newton di Uggiano Montefusco Cosimo Distratis (Uggiano Montefusco 12 Giugno 1927 - Uggiano Montefusco 9 Luglio 2020)